# Terremoto de Damghan de 856

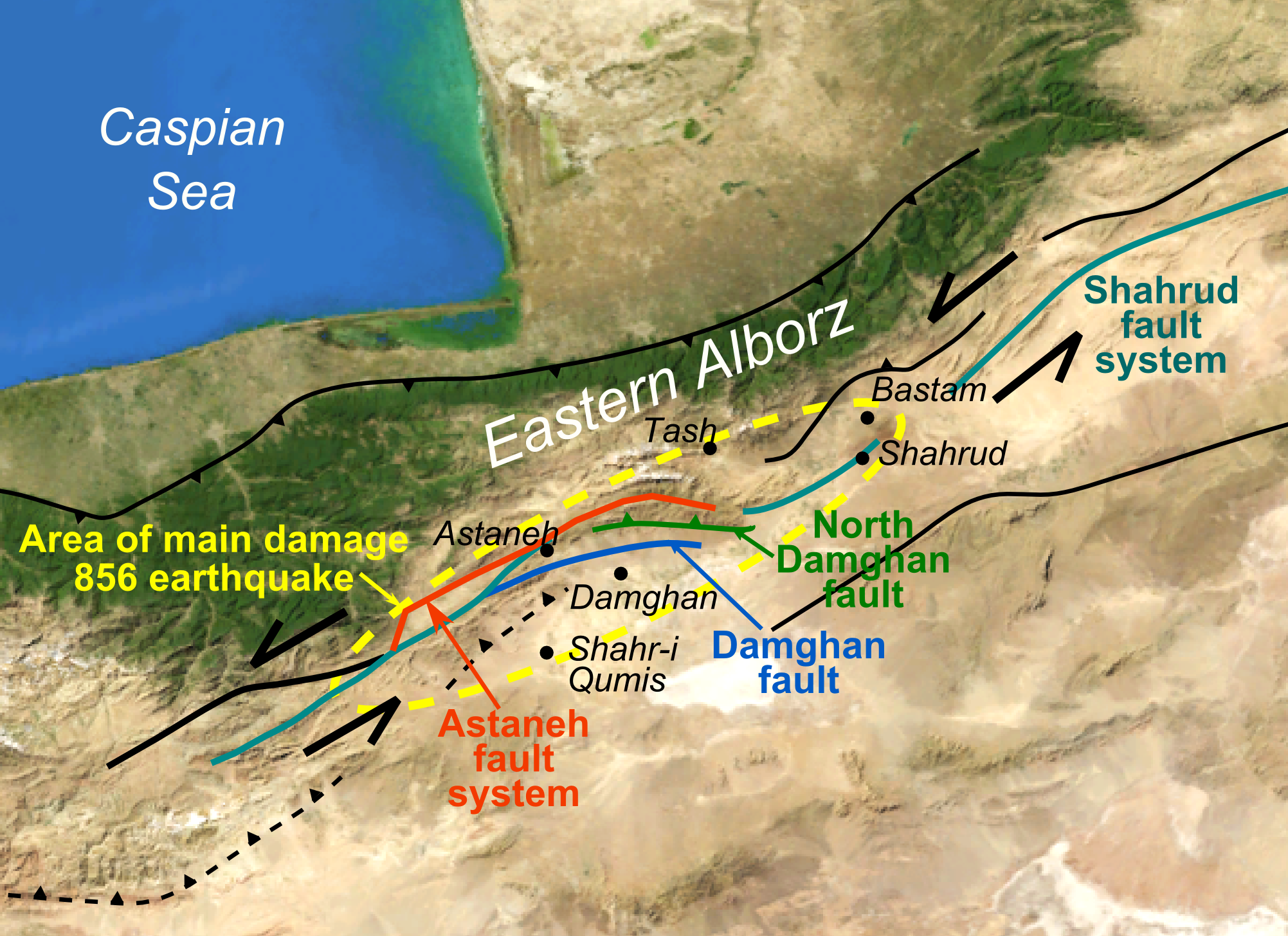
Mapa del área meizoseismal del terremoto del año 856 y el sistema de fallas presente en la zona.

El terremoto de Damghan de 856 o el terremoto de Qumis de 856 ocurrió el 22 de diciembre de 856. El terremoto tuvo una magnitud estimada de 8.0 y una intensidad máxima de X (Extrema) en la escala de intensidad de Mercalli. El área de daño máximo se extendió a lo largo del borde sur de los montes Elburz incluidas partes del Tabaristán y Gorgán en el actual Irán. Se estima que el epicentro del terremoto estuvo cerca de la ciudad de Damghan, que entonces era la capital de la provincia persa de Qumis. Parece responsable de que la antigua capital parta Hecatompylos haya sido abandonada. Causó cerca de 200 000 muertes. Está catalogado por el USGS como el sexto terremoto más mortal en la historia registrada.

## Tectónica en el sitio
Irán se encuentra dentro de la zona de colisión continental entre la Placa de Arabia y la Placa de Eurasia. Esta zona de colisión se extiende desde el cinturón de los montes Zagros a los montes Kopet Dag, el sill de Apsheron-Balkan, y las montañas del Cáucaso.
En el centro están los montes Elburz, en la cual el una placa oblicua en sentido nortesur es acomodada por medio de deslizamientos y corrimientos, siendo esta una falla trascurrente (Strike-slip fault) de tipo siniestral.
La principal estructura activa en la región de Qumis es el sistema de fallas Shahrud, que se extiende por varios cientos de kilómetros. Esta zona de deslizamiento trascurrente siniestral consta de varias de fallas, incluidas la Falla Damghan, la Falla Damghan del Norte y el sistema de Fallas Astaneh, todas las cuales se encuentran dentro del área y muestran evidencia de desplazamiento durante el Cuaternario . 
De entre estas fallas, la candidata a la fuente del terremoto 856 es el sistema de falla Astaneh de 150 km de largo. Hay evidencia a lo largo de uno de los segmentos del sistema de fallas Astaneh de que ocurrió un terremoto significativo después de 600 a. C. y antes de 1300 d. C., lo cual podría ser evidencia del  evento 856.

## Daños
La zona a lo largo de los montes Elburz por unos 350 km se vio afectada. Afectadas fueron las ciudades de Ahevanu, Astan, Tash, Bastam y Shahrud, con casi todas sus aldeas severamente dañadas. Hecatompylos, la antigua capital del Imperio parto, fue destruida. La mitad de Damghan y un tercio de la ciudad de Bustam también fueron destruidas. El terremoto afectó gravemente los suministros de agua en el área de Qumis, en parte debido a la desecación de manantiales y qanats, pero también debido a los deslizamientos de tierra que contaminaron las reservas. El total de muertos por el terremoto fueron como 200 000, con 45 096 víctimas mortales solo en Damghan.

## Secuelas
La antigua Hecatompylos sufrió daños tan graves que parece haber sido abandonado luego del terremoto. Los efectos del terremoto todavía eran visibles en el área entre Bastam y Damghan años más tarde.
Las réplicas afectaron el área durante varios años, probablemente una fue un terremoto dañino en el oeste del Khurasán .

## Futuro peligro sísmico
La investigación tectónica a lo largo de la Falla de Astaneh ha estimado un período repetido de aproximadamente 3 700 años y no se han registrado grandes terremotos en el área de Damghan desde 856. Sin embargo, se necesitan más estudios tectónicos para establecer si toda falla suele estar involucrada en un evento de ruptura, o si segmentos más cortos pueden ser responsables de terremotos más pequeños (aunque dañinos) que se repiten en años más cortos.